# Pegah Edalatian

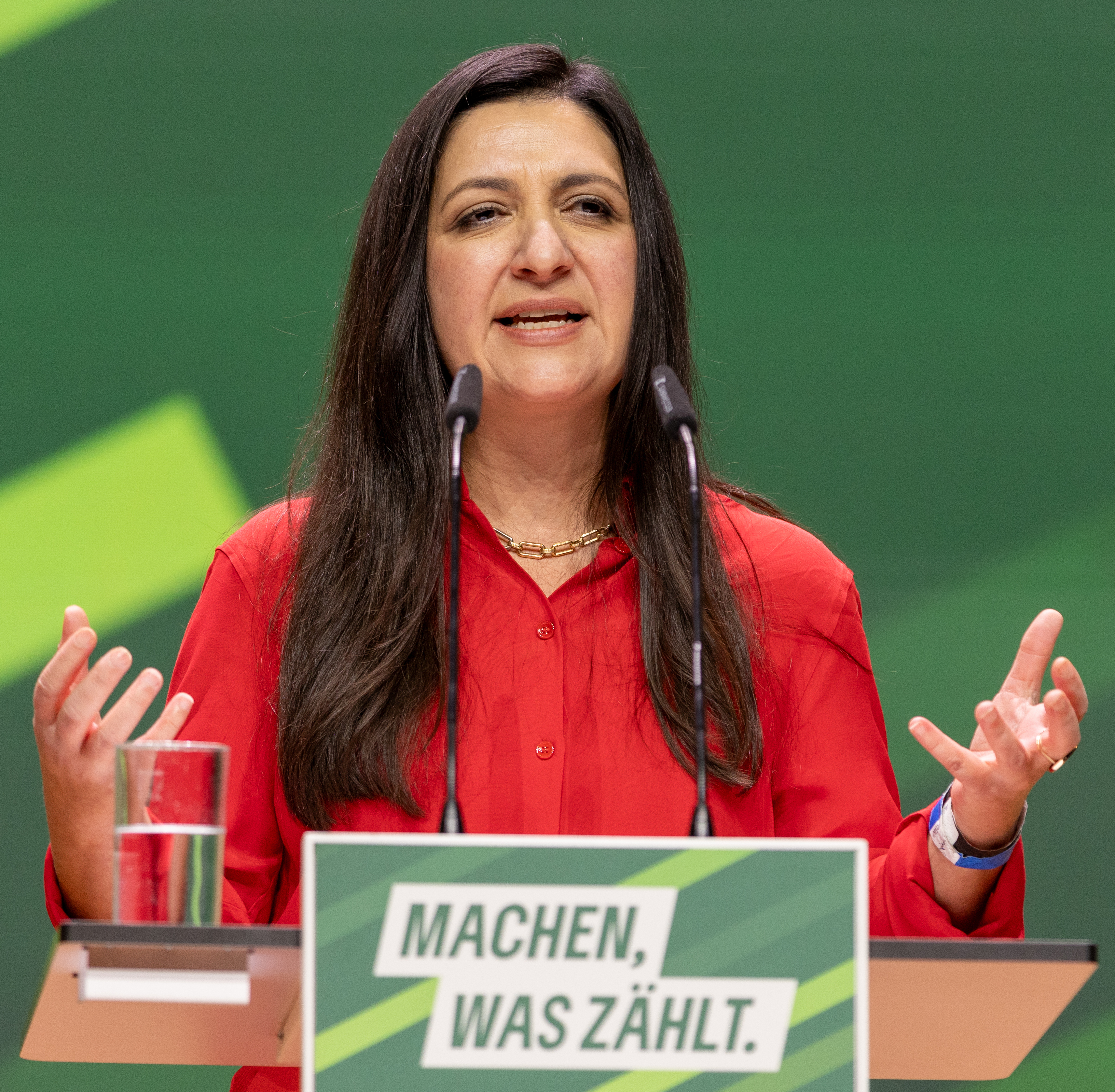
Pegah Edalatian (2023)

Pegah Edalatian (persisch پگاه عدالتیان; * 1980 in Kassel) ist eine deutsche Politikerin (Bündnis 90/Die Grünen). Seit 2022 ist sie Teil des Bundesvorstandes von Bündnis 90/Die Grünen.

## Leben
Edalatians Eltern emigrierten aus dem Iran in die Bundesrepublik. Sie studierte Politikwissenschaft, Soziologie und Medienwissenschaften in Düsseldorf und begann ihre politische Laufbahn in Düsseldorf. Sie arbeitete für die Landtagsfraktion von Bündnis 90/Die Grünen im nordrhein-westfälischen Landtag. Dort war sie unter anderem für die Themen Kinder-, Jugend- und Familien- sowie Eine-Welt-Politik und für Grundsatzfragen zuständig.
Von Februar 2022 bis November 2024 war Edalatian stellvertretende Bundesvorsitzende und vielfaltspolitische Sprecherin und damit Teil des Bundesvorstandes von Bündnis 90/Die Grünen. Seit November 2024 ist sie politische Geschäftsführerin und damit weiterhin Teil des Bundesvorstands.